# HD 161023
HD 161023，又名BD-13 4732，SAO 160784、HR 6600，是一颗恒星，视星等为6.39，位于銀經13.03，銀緯8.35，其B1900.0坐标为赤經17h 38m 9.5s，赤緯-13° 8.35′ 34″。